# Aeronautes
Aeronautes é um género de andorinhão da família Apodidae.
Este género contém as seguintes espécies:
- Andorinhão-de-garganta-branca, Aeronautes saxatalis (Woodhouse, 1853)
- Andorinhão-de-pontas-brancas ou  Andorinhão-serrano, Aeronautes montivagus (Orbigny e Lafresnaye, 1837)
- Andorinhão-andino, Aeronautes andecolus (Orbigny e Lafresnaye, 1837)[1]